# Philipp von Jolly
Johann Philipp Gustav von Jolly (Mannheim, 26 de setembro de 1809 – Munique, 24 de dezembro de 1884) foi um físico e matemático alemão.
Filho de Ludwig Jolly, comerciante e prefeito de Mannheim de 1836 a 1849, e de Marie Eleonore Jolly, nascida Alt (1786–1859). Irmão de Julius Jolly, professor de direito na Universidade de Heidelberg.
Estudou matemática, física e técnica em Heidelberg em 1829–1831 e em Viena em 1832–1833 in Wien, concluindo finalmente em Berlim. Em 1830 resolveu a questão premiada da faculdade de filosofia de Euleri meritis de functionibus circularibus.

## Publicações
- Specimen primum ad doctrinam de machinarum effectu pertinens, pro munere professoris extraord. in fac. phil. etc. Rupertu-Carolae rite susipiendo scr. Habilitationsschrift, Heidelberg 1841.
- Anleitung zur Differential- und Integralrechnung. Heidelberg 1846.
- Die Principien der Mechanik, gemeinfasslich dargestellt. Stuttgart 1852.
- Experimentaluntersuchungen über Endosmose. 1849, Poggendorff’s Annalen Band 78.
- Über die Physik der Molekularkräfte. Rede in der öffentlichen Sitzung der Akademie der Wissenschaften am 28. März 1857, München.
- Über die Wärmequellen der Erde. 1850, Sammlung der Vorträge im Liebig’schen Hörsaal.
- Über das specifische Gewicht des flüssigen Ammoniaks. vorgetragen in der Sitzung der naturwissenschaftlichen Klasse der Akademie der Wissenschaften zu München am 10. November 1860.
- Ein neuer Bathometer und graphischer Thermometer angewendet zu Tiefenmessungen und Temperaturbestimmungen im Königssee, Walchensee und Starnberger See. 1862, Sitzungsber. d. Akademie der Wissenschaften.
- Ausdehnung des Wassers zwischen 0° und 100°. 1864, Sitzungsbericht der Akademie der Wissenschaften. Digitalisat Univ. Heidelberg
- Eine Federwaage zu exakten Messungen. 1864, Sitzungsbericht der Akademie der Wissenschaften. Digitalisat Univ. Heidelberg
- Jahresberichte der Münchner geographischen Gesellschaft: Über die Farbe der Meere. 1871; Über die Beschaffenheit des Meeresbodens nach den Ergebnissen der Kabellegung. 1871; Über die Arbeit der Flüsse und die Veränderung der Flussbette. 1872; Bericht über die neueren geographischen Expeditionen und die Fortschritte der Physik der Erde. 1874.
- Über die Ausdehnungscoefficienten einiger Gase und über Luftthermometer. 1873, Poggendorff’s Annalen, Jubelband.
- Die Anwendung der Waage auf Probleme der Gravitation. In: Annalen der Physik, Bd. 241 (1878), p. 112–134. Digitalisat Univ. Heidelberg
- Die Anwendung der Waage auf Probleme der Gravitation. Zweite Abhandlung. In:  Annalen der Physik, Bd. 250 (1881), p. 331–355. Digitalisat Univ. Heidelberg
- Die Veränderlichkeit in der Zusammensetzung der atmosphärischen Luft. und Die Anwendung der Waage auf Probleme der Gravitation. In: Abhandlungen der Bayerischen Akademie der Wissenschaften. München. Math.-Physikal. Kl. 13 (1880) und Kl.14 (1883)